# Lemairegisa magnistrigata
Lemairegisa magnistrigata är en fjärilsart som beskrevs av Paul Dognin 1923. Lemairegisa magnistrigata ingår i släktet Lemairegisa och familjen tandspinnare. Inga underarter finns listade i Catalogue of Life.